# Signalet (dokumentarfilm)
|  | Denne artikel er oprettet af botten Steenthbot ud fra en ekstern database. Den kan derfor have sproglige fejl eller mangler. Denne skabelon kan fjernes efter kontrol af indholdet. |

Signalet er en dansk propagandafilm fra 1951 instrueret af Svend Aage Lorentz efter eget manuskript.

## Handling
Appel om at respektere advarselssignalet ved jernbaneoverskæringerne.